# پاکوسن (ویرجینیا)
پاکوسن (به انگلیسی: Poquoson) شهری در ایالت ویرجینیا کشور ایالات متحده آمریکا است که جمعیت آن در سرشماری سال ۲۰۱۰ میلادی، ۱۲٬۱۵۰ نفر بوده‌است.

## نگارخانه

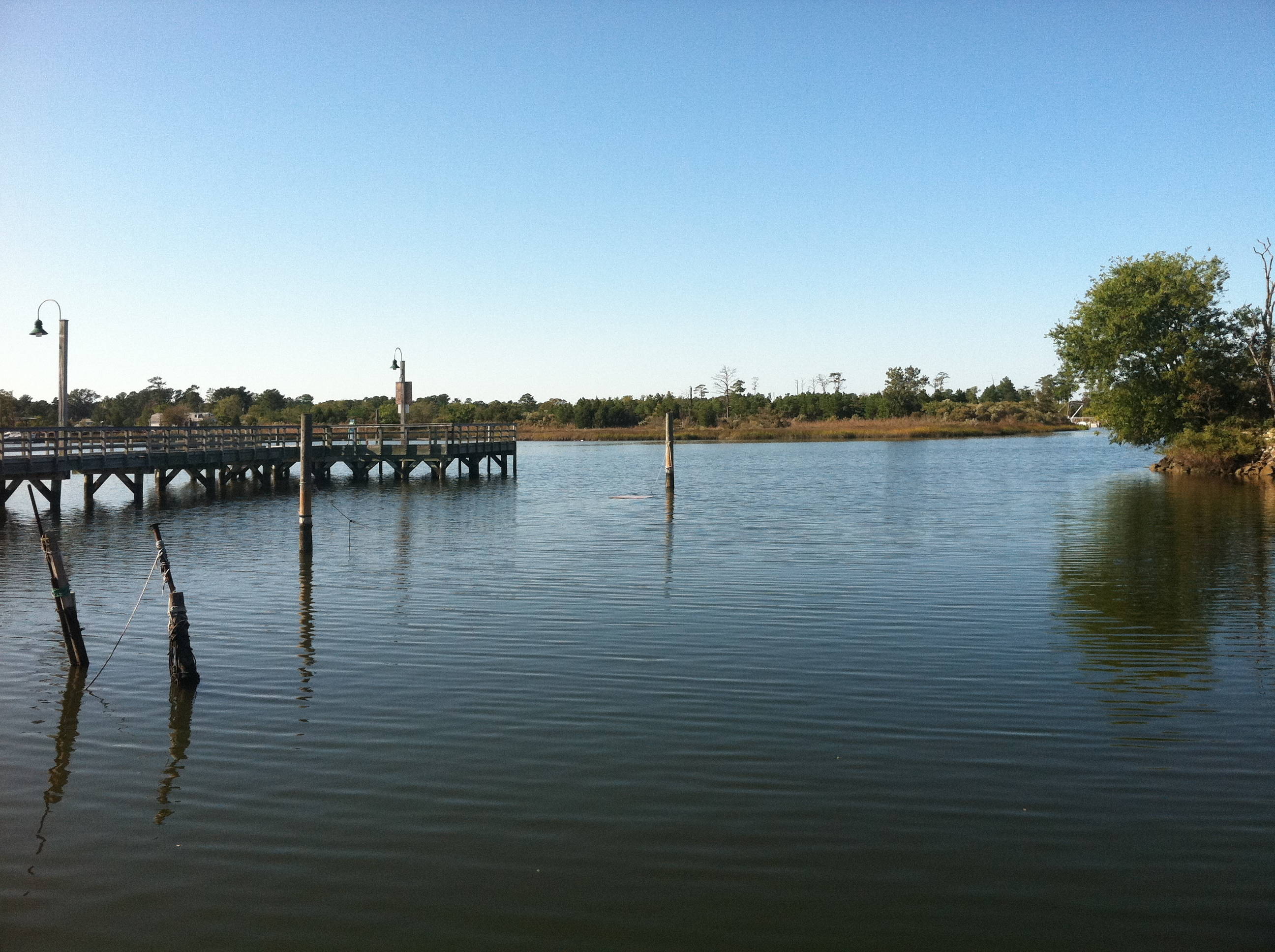
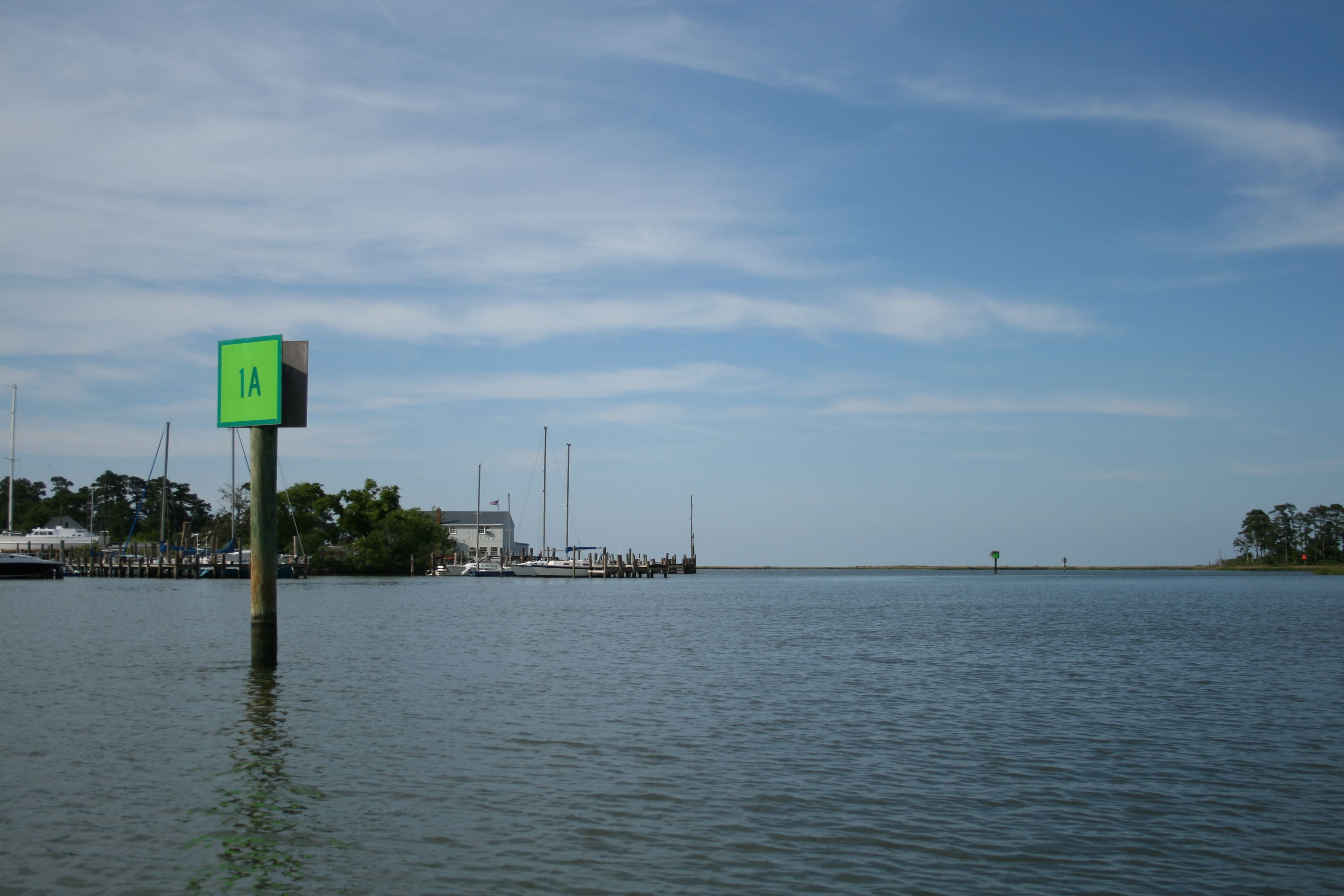
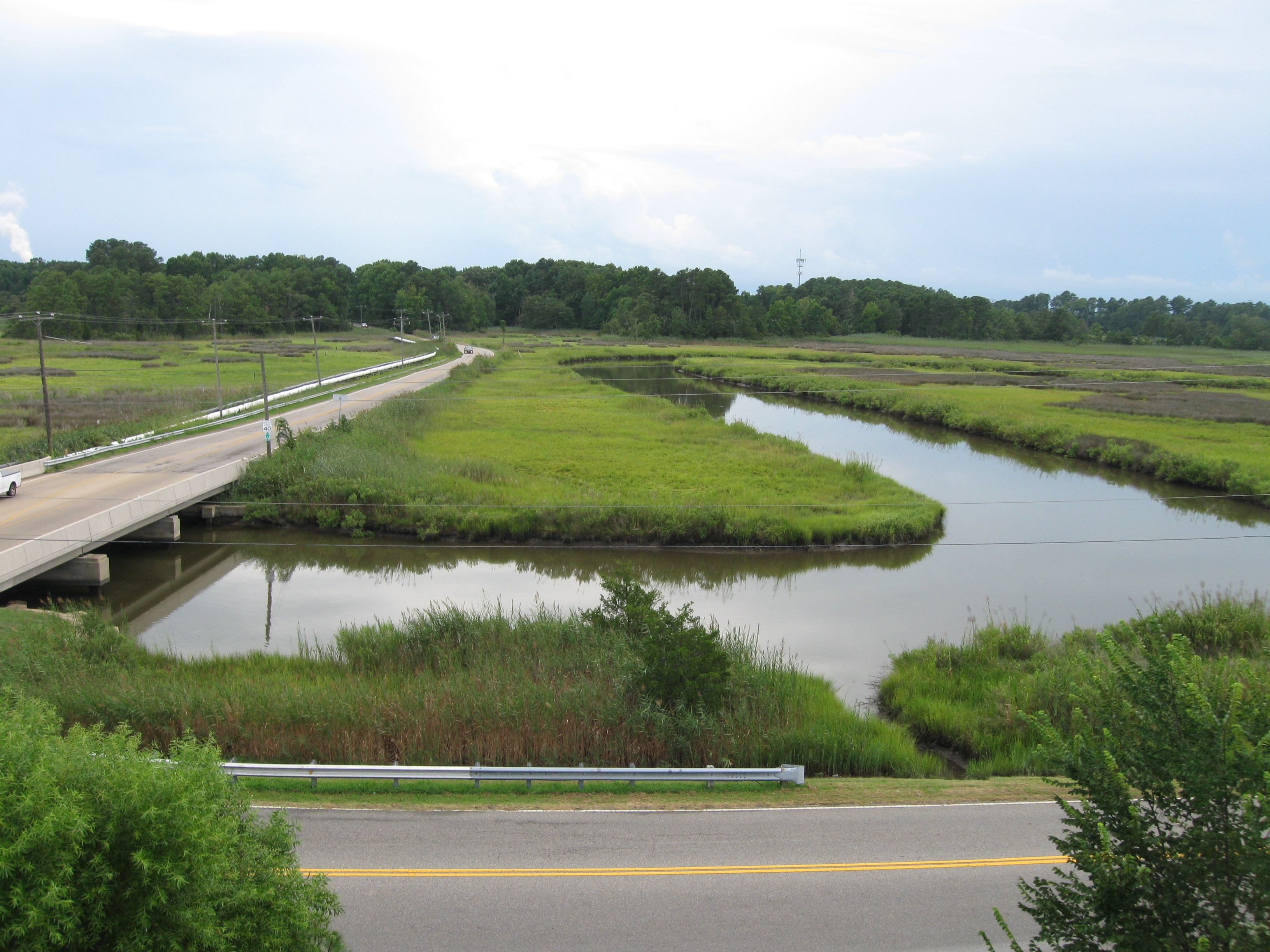
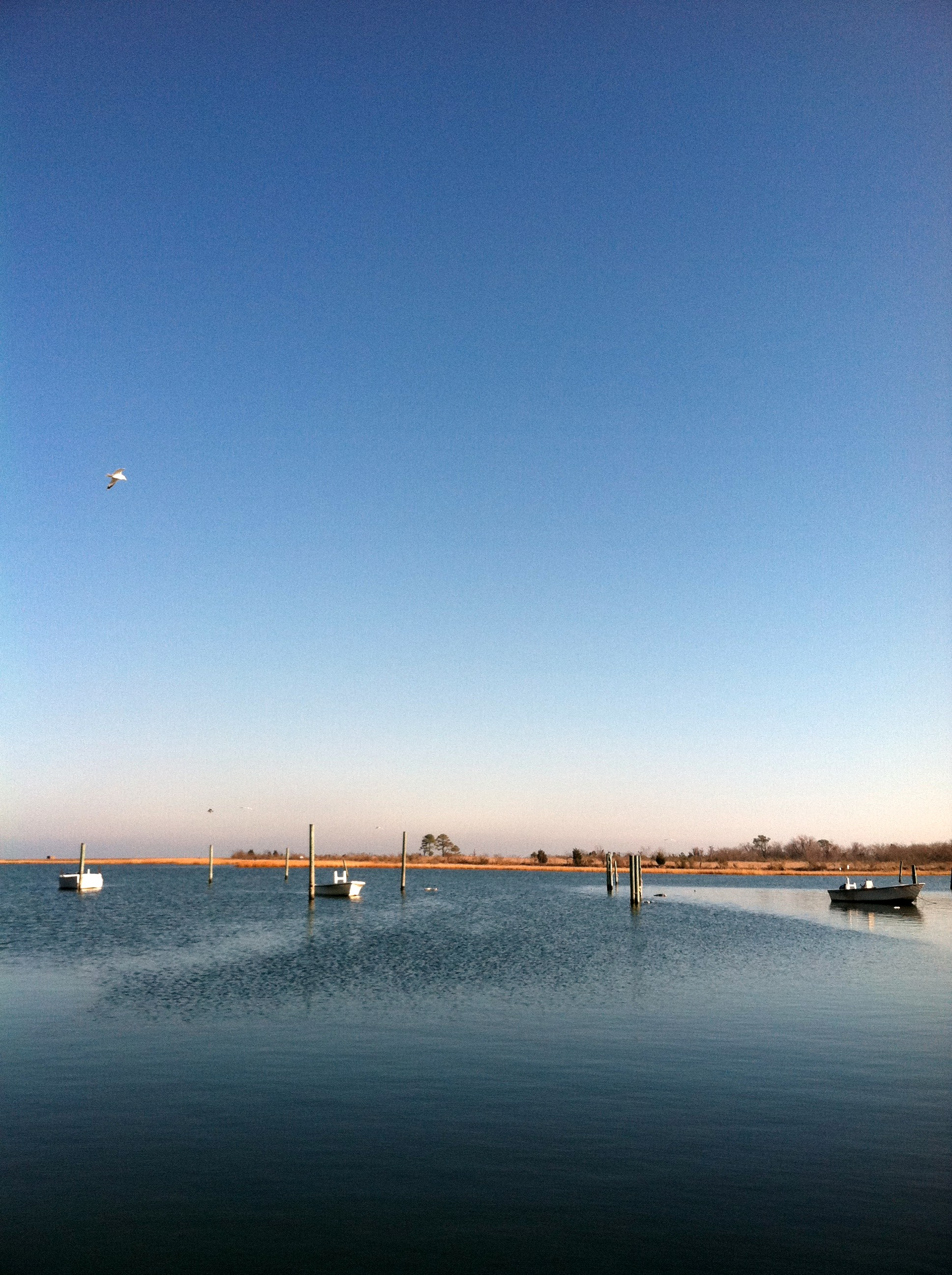
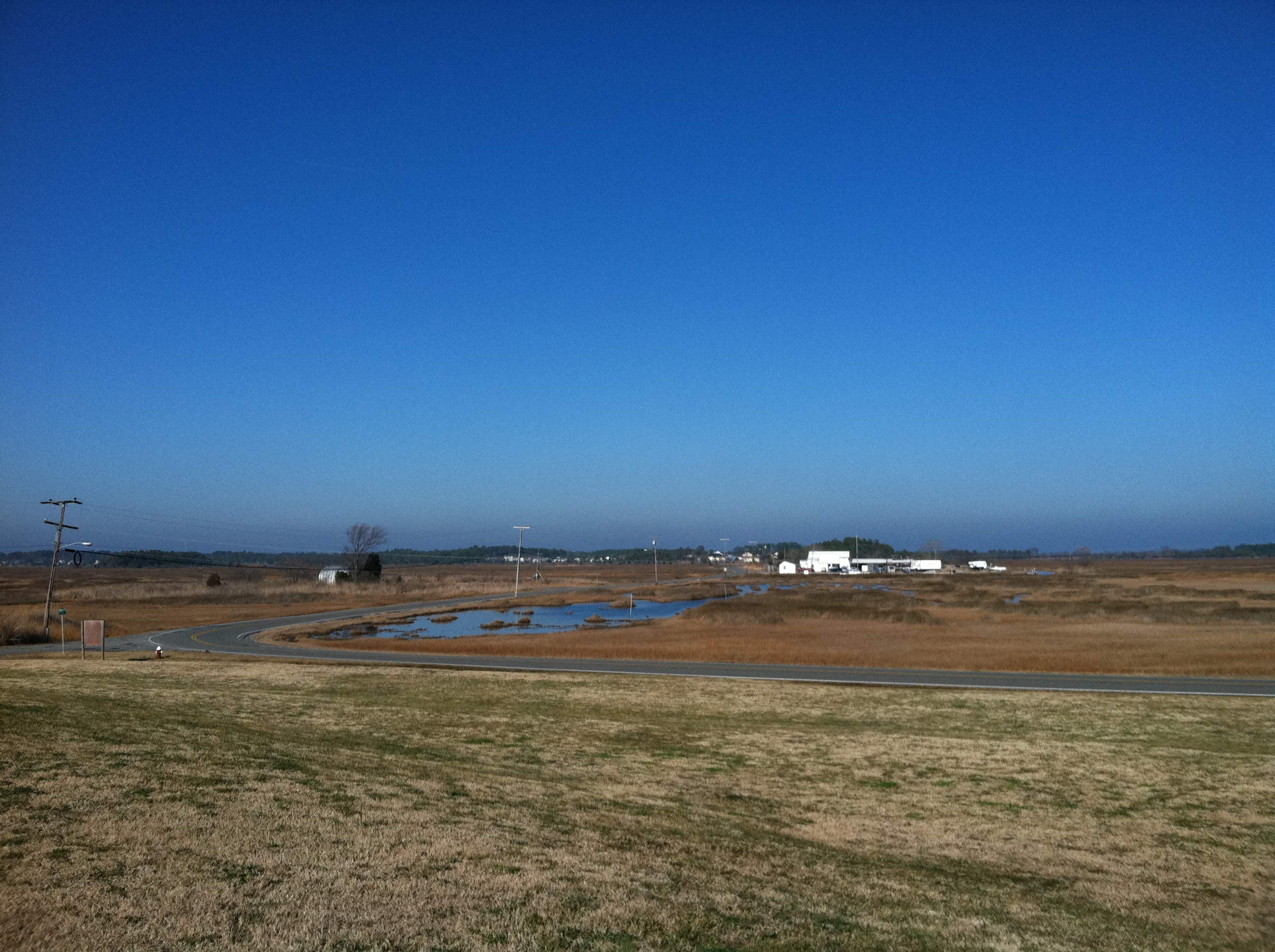
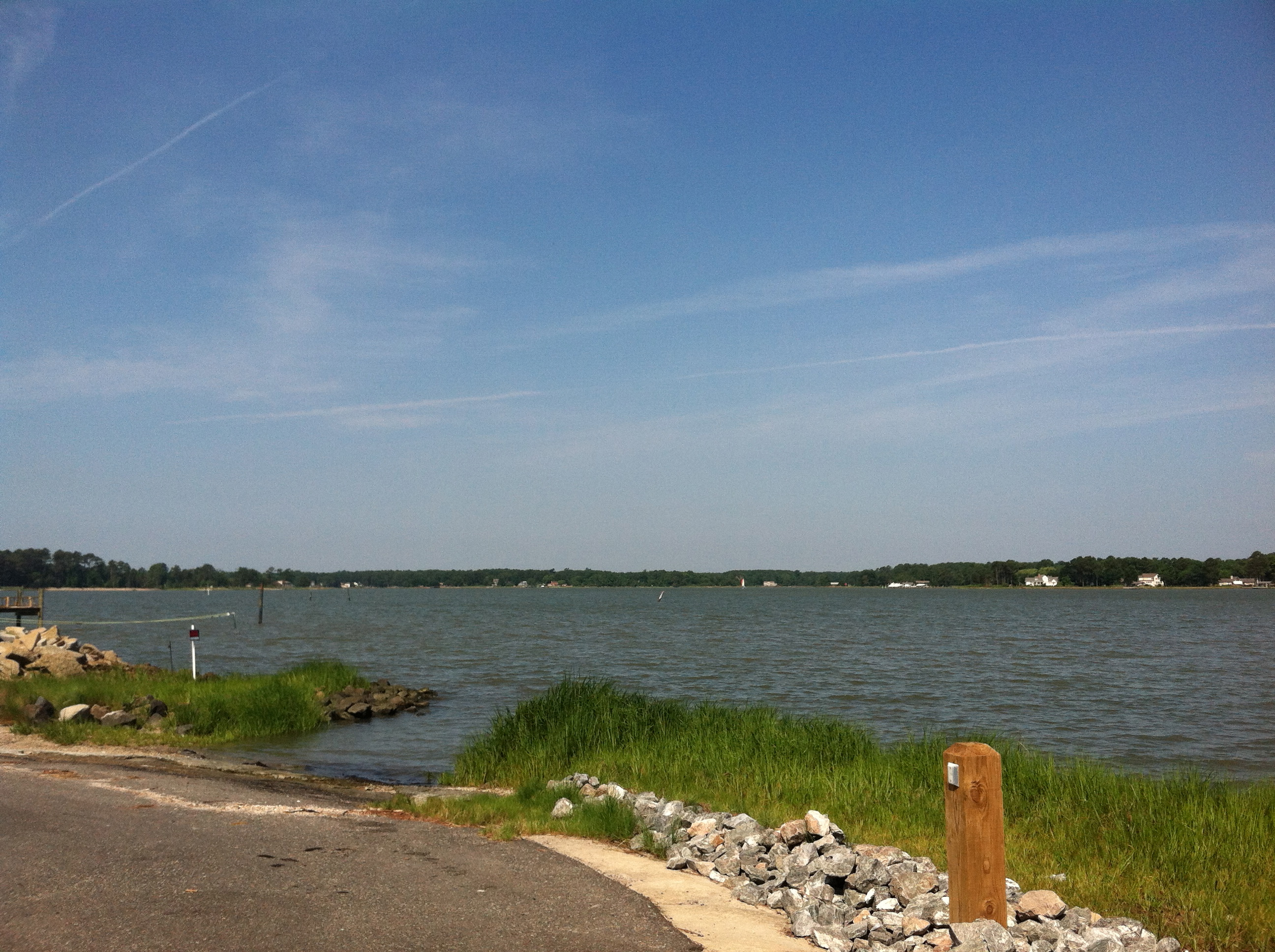